# 海普西碧莉
海普西碧莉，希臘神話中利姆諾斯島的女王。

## 簡介
利姆諾斯島上婦女因怠慢女神阿芙洛黛蒂而遭懲罰，女神使島上婦女身傳異味，男子見狀紛紛躲避婦女往外地尋歡，被忽視的婦女感到不滿，便聯手殺盡島上男子，海普西碧莉則將其父藏起來。海普西碧莉被推舉為女王，在她統治期間阿戈號的勇士經過此地，得到島民的款待，勇士之一傑森也與海普西碧莉發生關係，海普西碧莉生下一對雙胞胎。後她保護父親的消息洩漏，因起眾人憤怒，她只好帶家人逃亡。